# Nagari Guguak Tb. Sarojo
Nagari Guguak Tb. Sarojo is een bestuurslaag in het regentschap Agam van de provincie West-Sumatra, Indonesië. Nagari Guguak Tb. Sarojo telt 4097 inwoners (volkstelling 2010).